# León Ferrari
Pour les articles homonymes, voir Ferrari.
León Ferrari, né à Buenos Aires (Argentine) le 3 septembre 1920 et mort dans cette ville le 25 juillet 2013, est un artiste conceptuel argentin connu pour son art de protestation (protest art (en)).

## Biographie
Son fils a été enlevé en 1977 par la dictature militaire et vraisemblablement torturé à mort à l’École de mécanique de la marine, l’ESMA, employé comme centre clandestin de détention et de torture. Son corps n'a jamais été retrouvé.
En 2007, León Ferrari a fait partie des artistes sélectionnés pour documenta 12 à Cassel.

## Filmographie
- 2008 : L'Artiste (El artista) de Mariano Cohn et Gastón Duprat : le troisième vieillard
- 2012 : Civilización : lui-même